# Callirhipis cardwellensis
Callirhipis cardwellensis is een keversoort uit de familie Callirhipidae. De wetenschappelijke naam van de soort is voor het eerst geldig gepubliceerd in 1896 door Blackburn.